# End zone

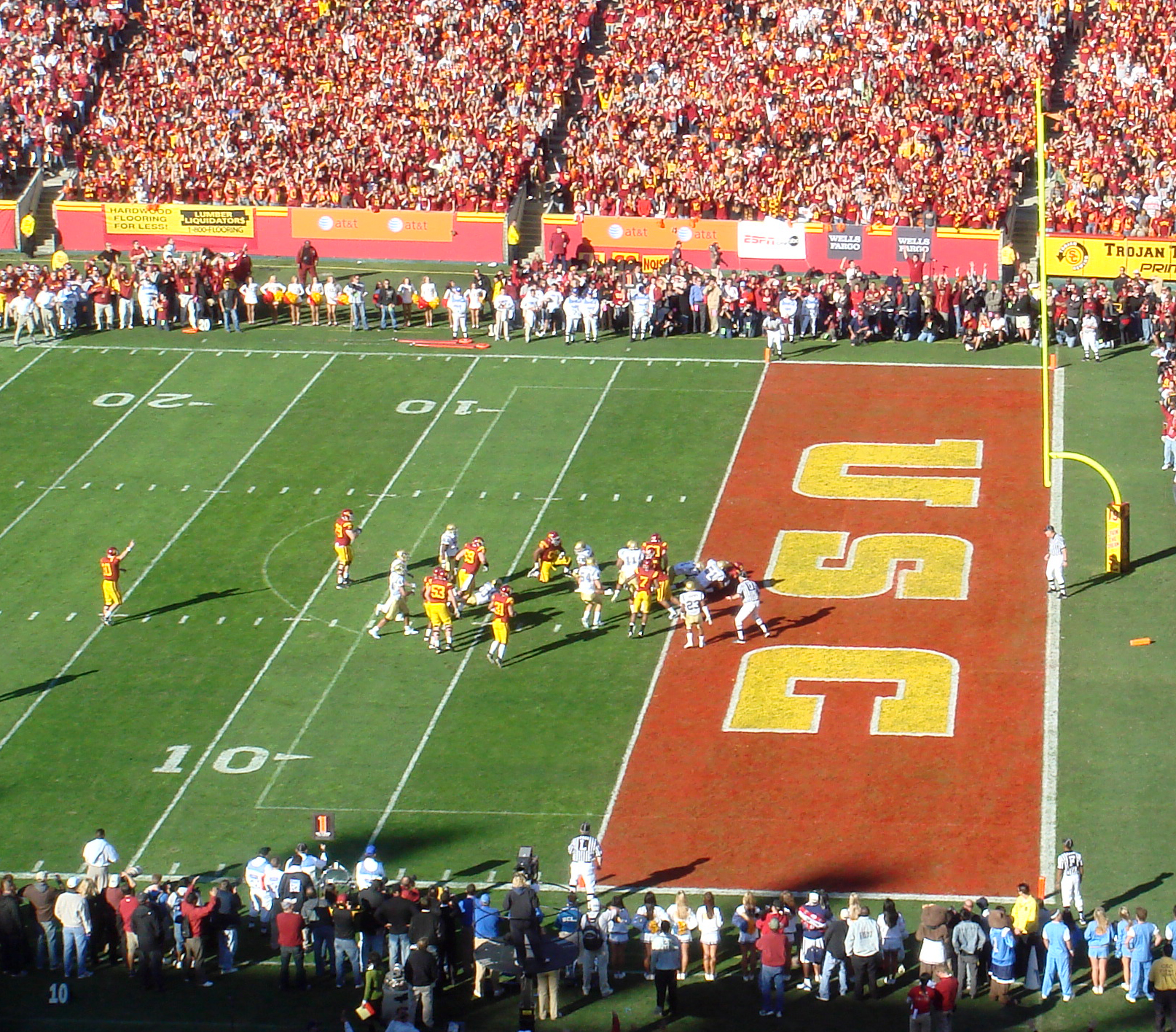
End zone in colore rosso nello stadio della University of Southern California

La end zone, nel football americano, è la zona del campo dove un giocatore deve portare la palla per segnare un touchdown. Se un giocatore della squadra in attacco viene placcato nella propria end zone la squadra che lo ha fermato ottiene 2 punti, questo gioco si chiama safety.
La end zone è posta alle due estremità del campo da gioco, occupa tutto il campo in larghezza e misura 10 yard di profondità. Questa parte del campo è delimitata da linee bianche che ne indicano l'inizio e la fine, in ogni angolo vi sono dei pali arancioni squadrati che ne facilitano la visuale.